# Catharinea laevigata
Catharinea laevigata là một loài rêu trong họ Polytrichaceae. Loài này được (Wahlenb.) Brid. mô tả khoa học đầu tiên năm 1819.